# Massamasso Tchangaï
Komi Massamasso Tchangaï, mais conhecido como Massamasso Tchangaï (Atakpamé, 8 de Agosto de 1978 — Lomé, 8 de Agosto de 2010), foi um futebolista togolês que atuava como zagueiro. Seu último clube foi o Al-Nassr da Arábia Saudita.

## Carreira
Após se destacar pela Seleção Togolesa no Campeonato Africano das Nações de 1998 em Burkina Faso, Tchangaï foi contratado pelo Udinese. Logo após a sua única apresentação pela equipe italiana, foi emprestado ao ND Gorica da Eslovênia.
No ano de 1999, foi atuar no futebol holandês pelo De Graafschap, aonde permaneceu por 3 anos. No ano de 2001, voltou ao futebol italiano em divisões inferiores para atuar no Viterbese e Benevento.
No dia 17 de novembro de 2009, Massamasso Tchangaï assinou com o Al-Nassr da Arábia Saudita tornando-se uma das maiores contratações do clube na história recente.

## Seleção Togolesa
Tchangaï foi membro da equipe nacional até a Copa do Mundo FIFA de 2006. Também representou o seu país em quatro Copa das Nações Africanas (1998, 2000, 2002, 2006).
A primeira vitória de Massamasso Tchangaï com a Seleção Togolesa foi em agosto de 1996 contra a Seleção do Congo. Ao todo foram, 37 partidas com 5 gols marcados pela Seleção.

## Morte
Na noite em que completou 32 anos de idade, Komi Massamasso Tchangaï veio a falecer após uma parada cardíaca quando estava hospitalizado na cidade de Lomé, capital de seu país. A parada ocorreu devido a uma doença diagnosticada mas não divulgada.